# Concierto de estío para violín y orquesta
El Concierto de estío para violín y orquesta es una obra compuesta por el compositor español Joaquín Rodrigo en 1943.
Tras sus conciertos de Aranjuez para guitarra (1939) y Heroico para piano (1942), Rodrigo inició la composición de uno para violín. Aunque indicó que se había inspirado en Vivaldi y ciertamente, la figuración del solista en el primer movimiento recuerdan a sus conciertos, su sonoridad melancólica con tintes impresionistas poco tienen que ver con el Barroco. Se estrenó el 16 de abril de 1944 en el Teatro Nacional de San Carlos de Lisboa, con el violinista Enrique Iniesta y la Orquesta Nacional de España dirigida por Bartolomé Pérez Casas.
La obra, aunque no es habitual en el repertorio de concierto, ha sido difundida por el violinista Agustín León Ara, yerno del compositor.
Su orquestación es dos flautas (segunda doblando flautín), dos oboes, dos clarinetes, dos fagotes, dos trompas, dos trompetas y cuerda. Una interpretación convencional dura veinte minutos.
Se estructura en tres movimientos:
- Preludio: Allegro molto leggiero. La exposición está al cargo del solista, con un tema principal rápido y liviano basado en el acorde de mi menor. El diseño secundario, de intes impresionistas, tiene rasgos de recitativo, escuchándose por primera vez en las maderas. La reexposición culmina con la orquesta en tensión.

- Siciliana: Andantino. De lirismo melancólica, es un tema con variaciones en las que, al final, se estrecruza con el primer motivo del Preludio. En este movimiento se encuentra la cadencia.

- Rondino: Allegro ma non troppo. Consta de un sencillo tema único en forma de arpegio de aire popular complejizado en su desarrollo con una secuencia politonal. Una filigrana del solista cierra la obra.

## Discografía
- Agustín León Ara, violín. Orquesta Sinfónica de Londres, Enrique Bátiz (EMI).
- Mikhail Ovrutsky, violín. Orquesta Sinfónica de Castilla y León, Max Bragado Darman (Naxos).
- Christian Ferras, violín. Orchestre de la Société des Concerts du Conservatoire. George Enescu, conductor. (AUDIO - Paris, 1951), original release: Decca LXT 2678

- Datos: Q25406215